# Кристиансен, Кристиан (физик)
Кристиан Кристиансен (1843—1917) — датский физик.
С 1886 г. — профессор Копенгагенского университета.
Усовершенствовал водяной насос. В 1870 г. открыл независимо от Ф.Леру явление аномальной дисперсии света. В 1884 г. подтвердил закон Стефана — Больцмана.